# Isabella Bird
Isabella Bird, född 1831, död 1904, var en brittisk upptäcktsresande, författare, fotograf och naturalist. Hon är känd för sina reseskildringar från Fjärran Östern, Mellanöstern, Amerika och Söderhavet. Hon blev 1892 medlem av Royal Geographical Society som den första av sitt kön.

## Verk
- Bird, Isabella Lucy (1856). The Englishwoman in America. ISBN 9781429003377. https://books.google.com/books?id=woysoMJU8PAC
- The aspects of religion in the United States of America. 1859. https://archive.org/details/aspectsreligion00presgoog
- ”Pen and Pencil Sketches Among The Outer Hebrides”. The Leisure Hour. 18 mars 1866.
- Notes on Old Edinburgh (1869)
- The Proverbs of the New Testament. The Sunday Magazine, October 1871
- Keble and His Hymns. The Sunday Magazine, December 1872
- Six Months in the Sandwich Islands, amongst the Palm Groves, Coral Reefs and Volcanoes (1874)
- Heathenism in the Hawaiian Islands. The Sunday Magazine, July 1875
- Christianity in the Hawaiian Islands. The Sunday Magazine, August 1875
- The Hawaiian Archipelago (1875)
- ”The Two Atlantics”. The Leisure Hour. 1 september 1876.
- ”Australia Felix: Impressions of Victoria and Melbourne”. The Leisure Hour. 1 mars 1877.
- A Lady's Life in the Rocky Mountains. 1879. https://archive.org/details/aladyslifeinroc01birdgoog[4]
- Notes on Travel. The Leisure Hour, December 1879
- Bird, Isabella L. (1879). Unbeaten Tracks in Japan: Travels of a Lady in the Interior of Japan. ISBN 9781846377488[5]
- ”Sketches in the Malay Peninsula”. The Leisure Hour. 1 januari 1883.
- The Golden Chersonese and the Way Thither. New York: G. P. Putnam's Sons. 1883. https://archive.org/details/goldenchersones02birdgoog[6][7]
- ”A Pilgrimage To Mount Sinai”. The Leisure Hour. 1 januari 1886.
- A Lady's Winter Holiday in Ireland. Murray's Magazine, March 1888
- Bird, Isabella Lucy (1891). Journeys in Persia and Kurdistan. "1". https://books.google.com/books?id=Dj4ZAAAAYAAJ
- The Shadow of the Kurd. Contemporary Review, May 1891
- Among the Tibetans. 1894. https://archive.org/details/amongtibetans00birdgoog[8][9]
- Korea and Her Neighbours. 1898. https://archive.org/details/koreaandherneig02birdgoog[10][11][12][13]
- Bird, Isabella Lucy (1899). The Yangtze Valley and Beyond. J. Murray. https://archive.org/details/yangtzevalleybey00bird_0/ ()
- Chinese Pictures: Notes on photographs made in China. New York: C. L. Bowman. 1900. http://babel.hathitrust.org/cgi/pt?id=nyp.33433071393981;view=1up;seq=7
- ”Notes on Morocco”. Monthly Review. 18 mars 1901.